# Tourisme en Suisse
 (avril 2017).

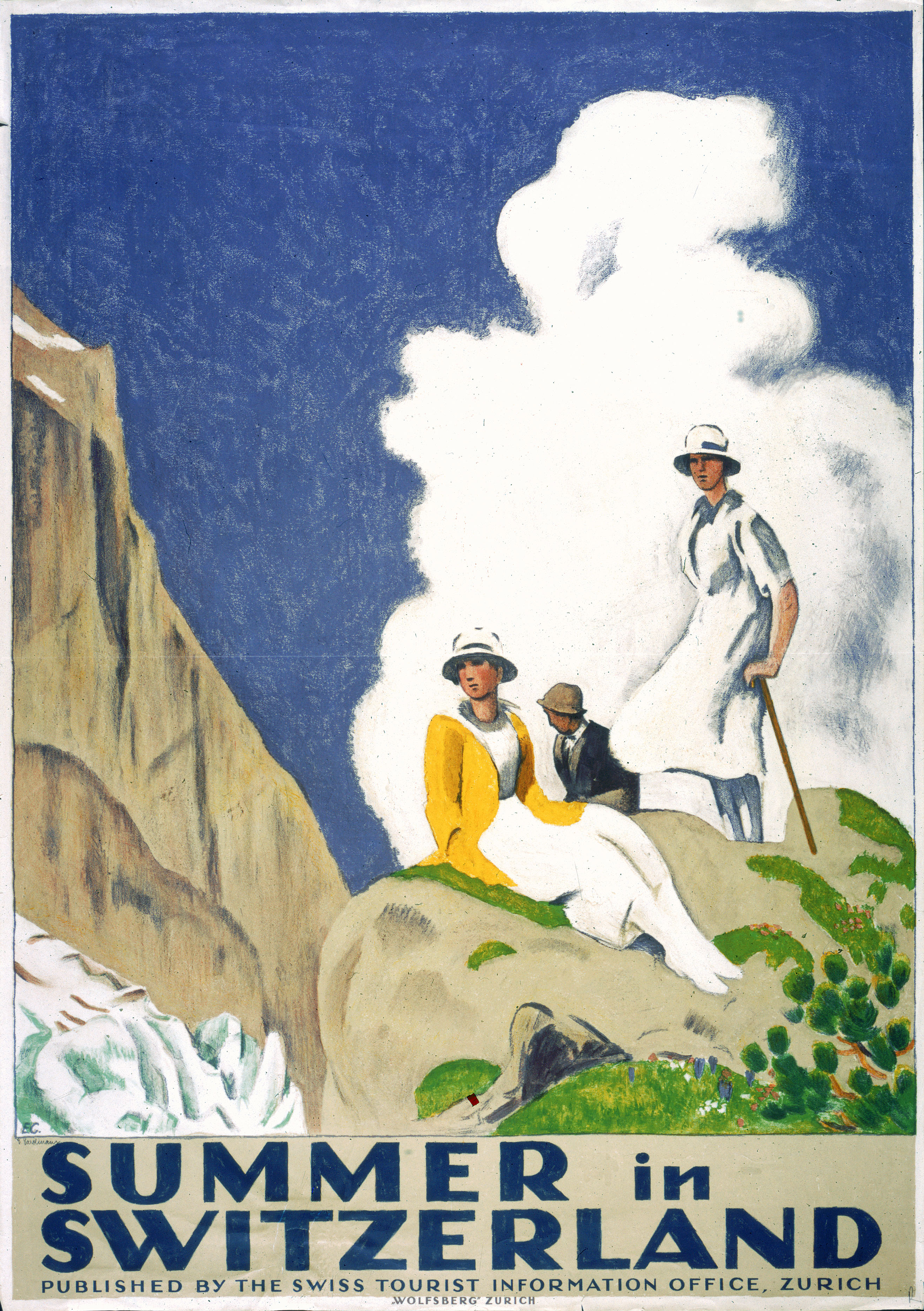
Affiche promouvant le tourisme en Suisse (années 1920).

Le tourisme en Suisse représente 2,9 % du PIB du pays Le nombre d’employés du secteur est de 144 800 en équivalents plein-temps. La Suisse occupe la 29ème place dans le classement des destinations touristiques mondiales, en termes de recettes, elle est 16ème. Le poids du pays dans le tourisme européen en 2010, en pourcentage de visiteurs était de 3,4 %, en 1970, il était de 9,2%. Il y a eu plus de 35,5 millions de nuitées en 2016.

## Généralités
En matière de tourisme, la Suisse est découpée en 13 régions touristiques dont certaines suivent les découpes cantonales alors que d'autres regroupent plusieurs cantons ou, au contraire, ne couvrent qu'une partie précise d'un canton. 
| Nom de la région                | Description | Établissements / lits | Nuitées   | Taux d'occupation |
| ------------------------------- | --- | --------------------- | --------- | ----------------- |
| Grisons                         | Le canton des Grisons | 685 / 38 446          | 5 706 535 | 44,5 %            |
| Suisse orientale                | Les cantons de Glaris, Schaffhouse, de Thurgovie, d'Appenzell Rhodes Intérieures et Extérieures et de Saint-Gall, à l'exception de la région du See-Gaster.                                                                                | 578 / 18 512          | 1 923 726 | 29,8 %            |
| Région de Zurich                | Le canton de Zurich, plus les districts de Baden, de Bremgarten et de Zurzach (canton d'Argovie), de Höfe et de March (canton de Schwytz), ainsi que la région du See-Gaster du canton de Saint-Gall.                                      | 370 / 23 598          | 4 282 332 | 50,3 %            |
| Région de Bâle                  | Les cantons de Bâle-Ville et Bâle-Campagne, ainsi que les districts de Dorneck, et de Thierstein (canton de Soleure), et ceux de Kulm, de Muri et une partie de ceux de Laufenburg, de Rheinfelden et de Zurzach du canton d'Argovie.      | 161 / 7 999           | 1 216 808 | 42,5 %            |
| Suisse centrale                 | Les cantons de Lucerne, d'Uri, d'Obwald, de Nidwald, de Zoug et de Schwytz (à l'exception des deux districts déjà cités) ainsi que des portions des districts de Kulm, Muri et Lenzburg du canton d'Argovie.                               | 542 / 25 763          | 3 492 234 | 38,5 %            |
| Mittelland                      | Le canton de Berne, à l'exception du Jura bernois et de l'Oberland bernois, le canton de Soleure, à l'exception des districts inclus dans la région de Bâle, ainsi que les districts d'Aarau, de Brugg et de Zofingue du canton d'Argovie. | 353 / 12 909          | 1 687 682 | 36,9 %            |
| Neuchâtel, Jura et Jura bernois | Les cantons de Neuchâtel et du Jura, ainsi que l'arrondissement du Jura bernois du canton de Berne. | 191 / 4 834           | 339 559   | 20,4 %            |
| Région lémanique                | Le canton de Vaud | 333 / 17 591          | 2 452 920 | 39,9 %            |
| Région de Fribourg              | Le canton de Fribourg | 125 / 4 203           | 367 151   | 25,0 %            |
| Oberland bernois                | Les districts de Frutigen, d'Interlaken, du Niedersimmental, d'Oberhasli, de Saanen et de Thoune du canton de Berne. | 471 / 25 108          | 3 769 017 | 44,0 %            |
| Tessin                          | Le canton du Tessin | 440 / 18 186          | 2 706 649 | 42,3 %            |
| Valais                          | Le canton du Valais | 591 / 29 063          | 4 250 646 | 42,9 %            |
| Genève                          | Le canton de Genève | 127 / 14 218          | 2 653 167 | 51,3 %            |

## Histoire du tourisme en Suisse
Jusqu'au XVIIIe siècle, la Suisse n'est pas une destination, mais plus un passage obligé du fait de sa situation au centre de l'Europe. Les principales exceptions sont alors les villes de Bâle et Genève, qui sont reconnues respectivement pour son université et pour son rayonnement religieux ainsi que les sources d'eau, utiles pour les cures balnéaires.
Le tourisme dans le pays débute avec les travaux des écrivains et des peintres naturalistes de la fin du XVIIIe et du début du XIXe siècle qui suscitent l'intérêt des voyageurs romantiques par leurs descriptions de paysages campagnards et montagnards. Les régions principalement mises en valeur sont l'Oberland bernois, avec Interlaken, Lauterbrunnen ou Grindelwald et le Valais, en particulier avec Zermatt dès 1850.
Les premiers voyages organisés sont lancés par l'agence anglaise Thomas Cook avant que l'industrie touristique locale ne commence à se développer vers 1850, tant dans l'hôtellerie que dans les moyens de transport. Cependant, les tarifs élevés réservent le tourisme aux classes les plus aisées seulement, jusqu'à la crise économique des années 1870 - 1890 qui force les professionnels de la branche à offrir des prix plus avantageux et des séjours plus longs, en particulier en développant le tourisme hivernal à la fois dans des régions telles que le Tessin ou la région de Montreux, ainsi qu'en lançant les sports d'hiver, jusqu'alors inexistants, dans les stations telles que Saint-Moritz ou encore en créant des établissements de cure en montagne à Davos, à Montana ou à Leysin pour y soigner la tuberculose[pas clair]. Les touristes sont alors majoritairement anglais, mais également français ou américains.
Au début du XXe siècle, la Suisse dépense environ 3 % de son budget annuel pour l'hôtellerie, et les recettes de ce secteur s'élèvent jusqu'à 320 millions de francs par année, ce qui constitue une valeur record jusqu'en 1960. Le développement, après la Première Guerre mondiale, des congés payés provoque une augmentation du tourisme des classes moyennes et basses qui devient largement majoritaire au début des années 1950.

## Provenance du tourisme
Si la majeure partie (plus de 40 %) des nuitées enregistrées sont des Suisses, les touristes en provenance d'Allemagne viennent en seconde postition avec 14,4 % des nuitées, suivie de la France avec 5,3 %, le Royaume-Uni avec 4,8 et l'Italie avec 3,8. Premier pays non-européen, les États-Unis d'Amérique représentent 3,3 % du total alors que l'Australie et la Nouvelle-Zélande regroupées ne représentent que 0,6 % et le Japon 0,4 %, soit le double de la Chine (0,2 %).

## En 2011
La force du franc et une météo capricieuse ont pesé sur l'hôtellerie suisse durant l'année 2011. Le nombre de nuitées a ainsi reculé de 2 % par rapport à 2010. Un total de 35,5 millions de nuitées ont été enregistrées en Suisse en 2011, soit un recul de 2 %, ont indiqué mardi l'Office fédéral de la statistique et hôtellerie suisse.
Les hôtes indigènes sont restés plus ou moins fidèles, effectuant 15,8 millions de nuitées à travers le pays, soit une baisse de 0,1 % par rapport à 2010. Les séjours des touristes étrangers affichent un recul de 2,5 %. Mais en fait, seules les nuitées générées par les visiteurs européens sont en baisse, avec un repli de 7,3 %.

## Hébergement et restauration
Les données statistiques concernant l'hébergement en Suisse sont collectées et consolidées par une branche de l'office fédéral de la statistique appelé statistique de l'hébergement touristique (HESTA) depuis le 1er janvier 2005. Cette entité sépare les possibilités d'hébergement en trois catégories à savoir l'hôtellerie (qui regroupe les hôtels, pensions, auberges et motels), les établissements de cure (incluant, outre les établissements de soin, les cliniques d'altitude ainsi que les établissements thermaux) et la para-hôtellerie (qui regroupe les campings, les logements de vacances, les auberges de jeunesse ainsi que tous les établissements d'hébergements qui ne tombent pas dans les deux premières catégories, tels que les refuges de montagne ou les dortoirs). Les établissements des deux premières catégories cumulées disposent de 0 à 10 lits dans 17,2 % des cas, de 11 à 20 lits pour 22,9 % d'entre eux, de 21 à 50 lits pour la plus forte proportion, à savoir 33,1 %. Les hôtels de plus de 100 lits représentant un peu plus de 10 %.

### Catégories d'hôtels
Selon l'office de la statistique, en 2007, la Suisse offre 241 019 lits disponibles, répartis dans 4 954 établissements. Avec, toujours pour la même année, un nombre de nuitées s'élevant à 36 400 000, le pays compte un taux d'occupation net de 53,3 %. Si plus de la moitié des établissements n'indiquent pas leur catégorie d'étoiles, l'autre moitié se divise en 76 hôtels de cinq étoiles (soit 4,3 %), 411 de quatre étoiles (23,4 %), 930 de trois étoiles (53,0 %) et 338 de une et deux étoiles (19,2 %). 
| Catégorie d'hôtel        | * et ** | ***  | ****  | ***** |
| ------------------------ | ------- | ---- | ----- | ----- |
| Nombre moyen de lits     | 37      | 63   | 101   | 200   |
| Taux d'occupation en %   | 26,2    | 40,5 | 44,5  | 42,4  |
| Durée moyenne du séjour  | 2,7     | 3,1  | 3,4   | 3,8   |
| Prix moyen de la chambre | 64.-    | 80.- | 117.- | 238.- |

### Parahôtellerie
Comme mentionné plus haut, la para-hôtellerie en Suisse regroupe tous les établissements n'entrant pas dans les deux premières catégories, principalement les appartements de vacances et les chambres d'hôtes. 
Les différentes offres d'agrotourisme connaissent un succès particulier depuis le début des années 2000 avec en particulier les vacances à la ferme, proposées par 240 établissement en 2006 et les offres aventure sur la paille avec plus de 200 établissements en 2007.
La Suisse compte, en 2006, 255 campings enregistrés au Registre des entreprises et des établissements répartis sur l'ensemble du territoire.  Les 43 885 places disponibles se découpent en 24 003 places de passage et 19 882 places fixes. Si les campeurs suisses représentent 54,3 % de la clientèle, 31,6 % de ceux-ci sont Allemands ou Néerlandais. L'utilisation des campings est principalement concentrée en été avec un pic à 61,4 % de la demande entre les mois de juillet et d'août.
Il existe 46 auberges de jeunesse en Suisse, offrant 5 261 lits. Les 873 494 nuitées enregistrées en 2006 sont pour 57,9 % le fait de Suisses, suivi par les Allemands avec 14,5 %. Les résidents asiatiques et américains représentent respectivement 5,3 % et 4,6 %.

### Restauration
En 2006, les établissements de restauration en Suisse disposent de moins de 25 places assises pour 4 % d'entre eux, entre 25 et 50 places pour 23 %, et entre 50 et 75 pour 21 %. Le même pourcentage de 21 % représente également les établissements offrant entre 75 et 100 places ainsi que ceux offrant de 100 à 200 places. Enfin, les 9 % restants offrent plus de 200 places assises.
Les restaurants figurent en tête des établissements de restaurations, avec 67 % du total. Suivent les hôtels-restaurants (17 %), les auberges (14 %), les bars, pubs ou bars à vin (14 %), les pizzerias (9 %) et les salons de thé (9 %)
Plus d'un tiers des établissements d‘hôtellerie-restauration réalisent un chiffre d'affaires annuel de moins de 350 000 francs, plaçant ainsi la plus grande partie des acteurs de la restauration dans le domaine des PME. À l'autre bout de l'échelle, 7 % des établissements gagnent plus de 2 millions de francs par année.

## Transports et activités
Si la voiture privée est de loin le mode de transport le plus utilisé par les touristes pour se déplacer en Suisse, 20 % d'entre eux voyagent toutefois en train, 18 % en avion et 4 % le bus, le CarPostal, le tramway ou le métro.

### Différents modes de transport
Le réseau total de transports publics en Suisse représente une longueur de 28 112 kilomètres, avec 27 300 arrêts. 
Le réseau ferroviaire du pays se compose de 5 270 kilomètres de rails sur lesquels circulent quotidiennement 5 600 trains qui parcourent un total de 344 000 kilomètres. Il s'agit du réseau le plus dense du monde. De plus, les Suisses sont les Européens qui voyagent le plus en train avec une moyenne de 44 trajets par année, moyennant 2 009 kilomètres. Sur le plan mondial, seul le Japon est meilleur avec 69 déplacements annuels pour "seulement" 1 950 kilomètres.
Le réseau de tram, trolleybus et bus est assuré par 17 entreprises différentes, qui transportent, en 2006, 864 millions de passagers sur 1 765 kilomètres de lignes. De leur côté, les 81 entreprises d’autocars, ont transporté 258 millions de passagers sur 16 516 kilomètres.
Sur 22 lacs et rivières suisses, 26 sociétés de navigation offrent 177 bateaux répartis en 6 catégories différentes qui ont transporté en 2006, 13,4 millions de passagers
En 2006 toujours, les sept plus importants aéroports du pays ont enregistré 620 000 décollages ou atterrissages d'avions pour un total de 33.5 millions de passagers (dont 6 millions de transit).
Élément important du tourisme de montagne, les remontées mécaniques génèrent une valeur ajoutée brute directe de quelque 380 millions de francs par an. Le pays compte au total plus de 200 000 téléphériques, télécabines, télésièges, chemins de fer à crémaillère, ou funiculaires. Dans le même domaine, 180 écoles de ski alpin, de snowboard, de télémark ou de ski de fond emploient plus de 4 000 moniteurs brevetés et aide-moniteurs qui prodiguent plus de 2 millions de leçons d'une demi-journée par année.
Enfin, en 2004, les différents parcours de La Suisse à vélo ont été empruntés par plus de 170 000 cyclotouristes qui ont parcouru un total d'environ 235 millions de kilomètres à vélo.

### Activités touristiques
Les destinations les plus prisées en Suisse sont, dans l'ordre Zurich (avec 2,4 millions de nuitées en 2006), Genève (1,9 million de nuitées), Zermatt (1,3 million) et Lucerne (1,0 million). Suivent ensuite Bâle, Davos, Saint-Moritz, Lausanne, Berne, Interlaken, Lugano, Lauterbrunnen, Grindelwald, Arosa, Opfikon et Ascona. Les parcs aquatiques sont très bien représentés en Suisse ainsi que quelques parc d'attractions et fête foraines en été. La Suisse est connue pour ses paysages de lacs et montagnes (Cervin) et moins pour ses monuments même si certains comme le Jet d'eau de Genève, le Kapellbrücke de Lucerne ou la Fosse aux ours de Berne sont célèbres.
il est possible de pratiquer le Vélorail dans la vallée de la Singine

## Professionnels du tourisme

### Formations
- Haute École de gestion et tourisme, Sierre
- IST École supérieure de tourisme, Lausanne et Zurich
- École Athèna, Genève